# محل فيضى (أسلم)

تعديل مصدري - تعديل

محل فيضى هي إحدى قرى عزلة أسلم اليمن بمديرية أسلم التابعة لمحافظة حجة، بلغ تعداد سكانها 49 نسمة حسب تعداد اليمن لعام 2004.